# Municipio de Concord (Nebraska)
El municipio de Concord (en inglés: Concord Township) es un municipio ubicado en el condado de Dixon en el estado estadounidense de Nebraska. En el año 2010 tenía una población de 393 habitantes y una densidad poblacional de 4,24 personas por km².

## Geografía
El municipio de Concord se encuentra ubicado en las coordenadas 42°23′28″N 96°57′23″O / 42.39111, -96.95639. Según la Oficina del Censo de los Estados Unidos, el municipio tiene una superficie total de 92.78 km², de la cual 92,64 km² corresponden a tierra firme y (0,15 %) 0,14 km² es agua.

## Demografía
Según el censo de 2010, había 393 personas residiendo en el municipio de Concord. La densidad de población era de 4,24 hab./km². De los 393 habitantes, el municipio de Concord estaba compuesto por el 97,96 % blancos, el 0,25 % eran afroamericanos, el 1,53 % eran amerindios y el 0,25 % eran de una mezcla de razas. Del total de la población el 3,56 % eran hispanos o latinos de cualquier raza.